# Dzeberkoi
Dzeberkoi (del ruso: Дзеберкой) es un seló del raión de Tuapsé del krai de Krasnodar, en el sur de Rusia. Está situado en las estribaciones del Cáucaso Occidental, a orillas del arroyo Dzeberkoi, junto a la orilla nororiental del mar Negro, 5 km al sureste de Tuapsé y 108 km al sur de Krasnodar, la capital del krai. Tenía 306 habitantes en 2010.
Pertenece al municipio Shepsinskoye.

## Historia
La localidad fue fundada en tiempos de la construcción de la carretera Novorosíisk-Sujumi. Fue registrada como localidad el 11 de mayo de 1920 como parte del volost Veliaminovski del raión de Tuapsé del otdel de Tuapsé del ókrug del Mar Negro del óblast de Kubán-Mar Negro. El 1 de enero de 1987 contaba con 176 habitantes.

## Transporte
Por la localidad pasa la carretera federal M27 Novorosíisk-frontera abjasa. Junto a la localidad se halla, desde 1951 la plataforma ferroviaria Guizel-Dere de la línea Tuapsé-Vesióloye del ferrocarril del Cáucaso Norte.